# Tentative d'assassinat de Rómulo Betancourt
La tentative d'assassinat de Rómulo Betancourt, alors président du Venezuela, est survenue le 24 juin 1960 sur ordre du dictateur dominicain Rafael Trujillo.

## Contexte
Rómulo Betancourt, président de la république du Venezuela de 1945 à 1948, est rentré d'exil des États-Unis pour l'élection présidentielle de 1958 (en), à laquelle il est à nouveau élu président. Rafael Trujillo est quant à lui un ancien président de la république dominicaine, qu'il a dirigée nommément de 1930 à 1938 et de 1942 à 1952 ; toutefois, depuis sa première prise de fonction, il exerce en réalité le pouvoir sans partage dans tout le pays. Dans les années 1950, les différentes dictatures caribéennes chutent, excepté celles de la famille Somoza au Nicaragua et de Trujillo en Dominique.
Betancourt dénonce en 1948 la dictature de Trujillo à la IXe conférence panaméricaine (en) de Bogota, demandant que ce gouvernement ne soit pas reconnu par l'organisation des États américains (OEA) nouvellement constituée. De son côté, Trujillo développe une haine personnelle envers Betancourt et soutient de nombreux complots d'exilés vénézuéliens pour le renverser. En 1953, alors réfugié au Costa Rica, Betancourt échappe une première fois à un attentat dirigé par les services dominicains. En 1958, Trujillo abrite Marcos Pérez Jiménez, ex-dictateur vénézuélien, lorsque celui-ci part en exil ; de son côté, Betancourt accueille volontiers les opposants de Trujillo. En janvier 1960, Bentancourt fait face à une tentative de coup d'État, qui aboutit à l'arrestation d'une vingtaine de personnes.

## Tentative d'assassinat
Le 24 juin 1960, à Caracas, une voiture piégée équipée d'une charge incendiaire (dynamite et gélatine inflammable) placée dans une Oldsmobile en stationnement explose alors que la voiture présidentielle de Betancourt passe devant le Paseo Los Próceres (en), l'une des principales avenues de la capitale. Betancourt, le ministre de la Défense, Josué López Henríquez, et sa femme s'en sortent avec des brûlures au premier et au deuxième degrés tandis que le chauffeur du véhicule, Azael Valero, éjecté lors de l'explosion, est grièvement blessé. Le chef de la sécurité, Ramón Armas Pérez, et un jeune passant, Juan Eduardo Rodríguez, sont tués.

## Réactions

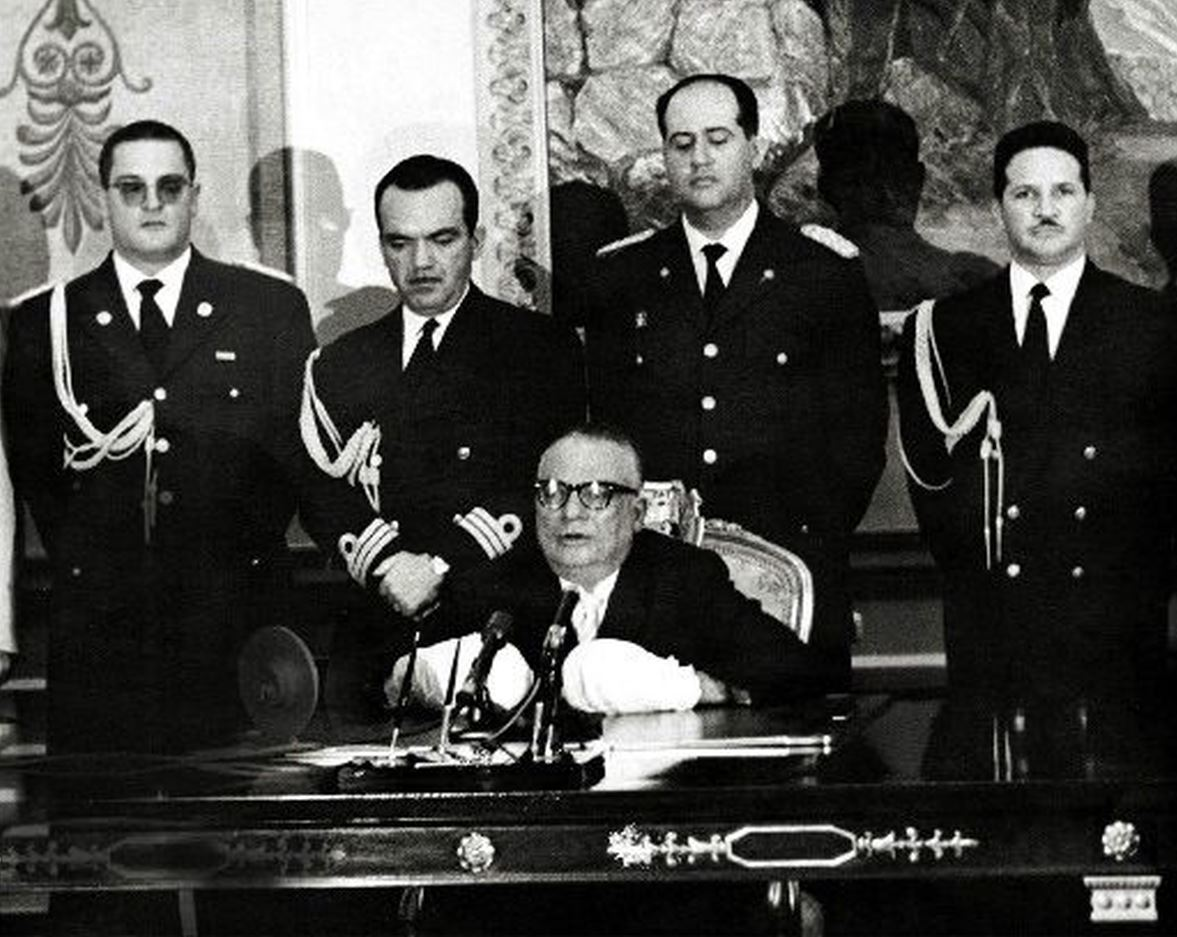
Betancourt prononce un discours les mains bandées au lendemain de l'attentat le 25 juin 1960.

La tentative d'assassinat choque le pays. Betancourt sort de l'hôpital devant des photographes, les deux mains brûlées enveloppées de bandages. Des photos d'un Betancourt blessé mais vivant ont été distribuées dans le monde entier comme preuve de sa survie. Dès sa sortie, il accuse Trujillo et les services dominicains d'avoir fomenté l'attentat ; il les lie également aux troubles de janvier de la même année.
Cet attentat et l'assassinat des sœurs Mirabal en novembre de la même année font beaucoup de tort à l'image de Trujillo auprès des États-Unis, qui soutiennent son régime anticommuniste depuis sa création en 1930. En août 1960, à la suite d'une plainte du Venezuela envers la république dominicaine, l'OEA décide des sanctions diplomatiques et économiques contre cette dernière, appuyées notamment par le département d'État des États-Unis. Le président américain Eisenhower demande au Congrès de réduire le quota de sucre acheté à la république dominicaine, mais le Sénat rejette la proposition de loi. Le 4 janvier 1961, des sanctions économiques supplémentaires envers la république dominicaine sont votées par le Conseil de l'OEA. Elles sont levées l'année suivante, comme les autres, après la fin du régime de Trujillo.